# San Roque Rögbiklub

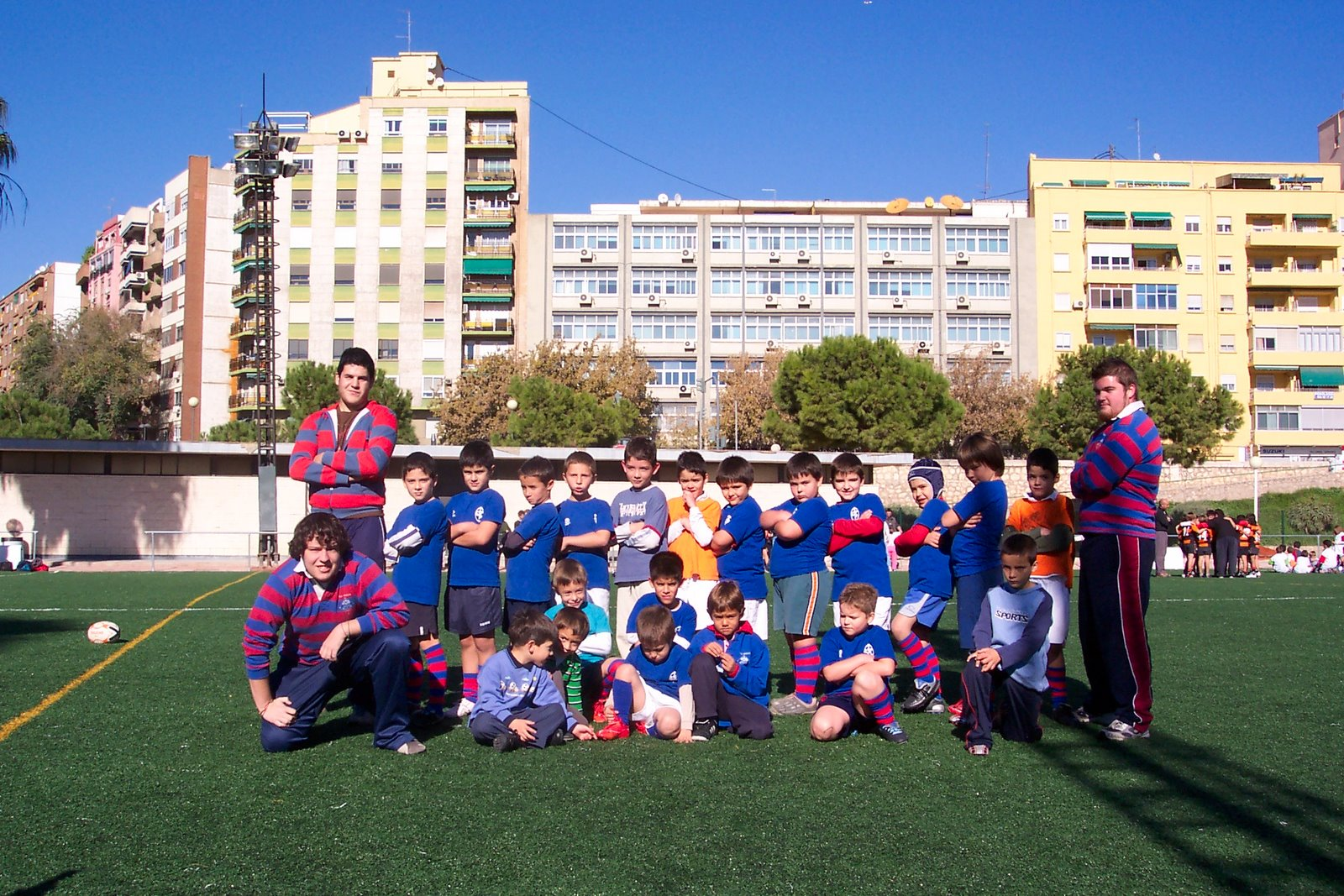
A Prebenjamines (gyermekcsapat), 2007. novemberben

A San Roque Rögbiklub (spanyolul: Club de Rugby San Roque) egy 1971-ben Valenciában a San Roque de Benicalap Általános Iskola (Colegio Público San Roque de Benicalap) tanára által alapított rögbiklub, amelyet a diákokból szervezett, és megteremtette e sportág iskoláját. Jelenleg a Valenciai Közösségi Rögbiszövetség (Federación de Rugby de la Comunidad Valenciana) területi másodosztályában küzd, s minden alsóbb kategóriában rendelkezik egy-egy csapattal.
Legutóbbi sikerei közül kadétcsapata részéről kiemelkedik a Nemzeti Első Osztályba (Primera Nacional) való bejutás 2000-ben, az alapszakaszban való veretlensége és nyeresége által a 2004/2005-ös idény Kadét B bajnokságán (Campeonato Cadete B).

## Tehetségei
Több mint egy évtizede, a klub számos erőfeszítést tesz tehetségei előmozdítására. Az intézmény a valenciai Santa María általános iskolában (Colegio Santa María de Valencia) szilárdult meg, ahol fenntartja minden alsóbb csapatát, a Subprebenjaminestől (6 évnél alacsonyabb korhatár) kezdve a Cadetesig. Ezzel párhuzamosan, az iskolai tanfolyamot megelőző hónapokban, a tanítók a város több iskolájában elíndítják, meghatározott célokkal, a tagok toborzását.
E folyamat az első tehetséges játékosok felnőtt csapatba érkezésével éri el csúcspontját, akik akkor kezdtek, amikor a klub megkezdte tevékenységének folytatását a Santa María Általános Iskolában.
A tehetségek promóciójának és a bizonyításnak szentelt idő a klub játékosainak kihívásában testesül meg a valenciai rögbiválogatott alsóbb kategóriáiban, különösképpen a részvétellel, szintén a spanyol rögbiválogatottban az alsóbb kategóriákban, nemzetközi jellegű játékokon.

## Vezetőtestület
| Elnök            | Miguel Ruiz       |
| Szakmai igazgató | Chano Collados    |
| Megbízott        | Francisco Jiménez |

## Szakmai testület
| Csapat             | Edző            |
| ------------------ | --------------- |
| Senior             | Chano Collados  |
| Kadét              | Chano Collados  |
| Gyermek            | Vicent Lluch    |
| Gyermek-95         | Miguel Mezquida |
| Alevín             | Francis Serrano |
| Benjamín           | Vicent Serrano  |
| Prebenjamín        | Jonathan Gómez  |
| Iskolák támogatója | Álex Calpe      |

## Website
https://web.archive.org/web/20130118114039/http://www.sanroquerugby.es/